# 彭巴-梅圖熱區
12°58′S 40°33′E / 12.967°S 40.550°E

彭巴-梅圖熱區（葡萄牙語：Metuge），是莫桑比克的行政區，位於該國北部，由德爾加杜角省負責管轄，首府設於彭巴，面積1,612平方公里，2015年人口82,113，人口密度每平方公里51人。